# Campeonato Italiano de Rugby 1999-00
El Campeonato de Rugby de Italia de 1999-2000 fue la septuagésima edición de la primera división del rugby de Italia.

## Sistema de disputa
El torneo se disputó en tres etapas, la primera fue una fase de grupos en la cual los 12 equipos se dividieron en dos zonas en la cual disputaron encuentros de ida y de vuelta frente a todos sus rivales grupales, los tres mejores equipos clasificaron a la zona campeonato y los últimos tres de cada grupo a la zona descenso.
En la segunda etapa se constituyeron dos zonas que fueron determinadas por los resultados de la etapa anterior, los cuatro mejores de la zona campeonato clasificaron a postemporada, mientras que el mejor de la Serie B igual obtuvo una plaza a la postemporada.
Los últimos dos equipos de la zona del descenso fueron relegados a la Serie B.

## Primera Fase

#### Grupo A
| Equipo              | Puntos    |
| ------------------- | --------- |
| Benetton Treviso    | 14 puntos |
| L’Aquila            | 14 puntos |
| Viadana             | 12 puntos |
| Rovigo              | 10 puntos |
| Amatori y Calvisano | 10 puntos |
| San Donà            | 0 puntos  |

#### Grupo B
| Equipo     | Puntos    |
| ---------- | --------- |
| Rugby Roma | 16 puntos |
| Piacenza   | 14 puntos |
| Parma      | 14 puntos |
| Petrarca   | 12 puntos |
| Mirano     | 6 puntos  |
| Bologna    | 0 puntos  |

## Segunda Fase
- Tabla de posiciones:[1]

### Zona Descenso
| Pos. | Equipo              | Encuentros | Encuentros | Encuentros | Encuentros | Tantos | Tantos | Tantos | Puntos |
| Pos. | Equipo              | PJ         | PG         | PE         | PP         | F      | C      | Dif    | Puntos |
| ---- | ------------------- | ---------- | ---------- | ---------- | ---------- | ------ | ------ | ------ | ------ |
| 1.º  | Rugby Rovigo        | 10         | 9          | 0          | 1          | 356    | 134    | +222   | 18     |
| 2.º  | Amatori & Calvisano | 10         | 7          | 1          | 2          | 372    | 208    | +164   | 15     |
| 3.º  | Petrarca Padova     | 10         | 5          | 1          | 4          | 324    | 279    | +45    | 11     |
| 4.º  | San Donà            | 10         | 4          | 0          | 6          | 217    | 351    | -134   | 8      |
| 5.º  | Bologna             | 10         | 2          | 0          | 8          | 180    | 347    | -167   | 4      |
| 6.º  | Mirano              | 10         | 2          | 0          | 8          | 203    | 333    | -130   | 4      |

|  | Descendido a la Serie B. |

### Zona Campeonato
| Pos. | Equipo             | Encuentros | Encuentros | Encuentros | Encuentros | Tantos | Tantos | Tantos | Puntos |
| Pos. | Equipo             | PJ         | PG         | PE         | PP         | F      | C      | Dif    | Puntos |
| ---- | ------------------ | ---------- | ---------- | ---------- | ---------- | ------ | ------ | ------ | ------ |
| 1.º  | Benetton Treviso   | 10         | 7          | 0          | 3          | 254    | 219    | +35    | 14     |
| 2.º  | Viadana            | 10         | 7          | 0          | 3          | 260    | 197    | +63    | 14     |
| 3.º  | Rugby Roma Olimpic | 10         | 6          | 0          | 4          | 276    | 204    | +72    | 12     |
| 4.º  | L'Aquila Rugby     | 10         | 4          | 0          | 6          | 223    | 259    | -36    | 8      |
| 5.º  | Rugby Rovigo       | 10         | 4          | 0          | 6          | 260    | 280    | -29    | 8      |
| 6.º  | Rugby Parma        | 10         | 2          | 0          | 8          | 176    | 381    | -205   | 3      |

|  | Clasificado a postemporada. |

### Preclasificación
| Equipo 1       | Equipo 2   | Resultado |
| -------------- | ---------- | --------- |
| L'Aquila Rugby | GRAN Parma | 45-18     |

### Semifinales
| Equipo 1           | Equipo 2       | Resultado |
| ------------------ | -------------- | --------- |
| Rugby Roma Olimpic | Rugby Viadana  | 31-18     |
| Benetton Treviso   | L'Aquila Rugby | 19-17     |

### Final
| 17 de junio de 2000 | Rugby Roma Olimpic | 35 - 17 | L'Aquila Rugby |  |  |

| Bandera de Italia          |
| Campeón Rugby Roma Olimpic |
| Quinto título              |